# Llista de peixos de Polònia

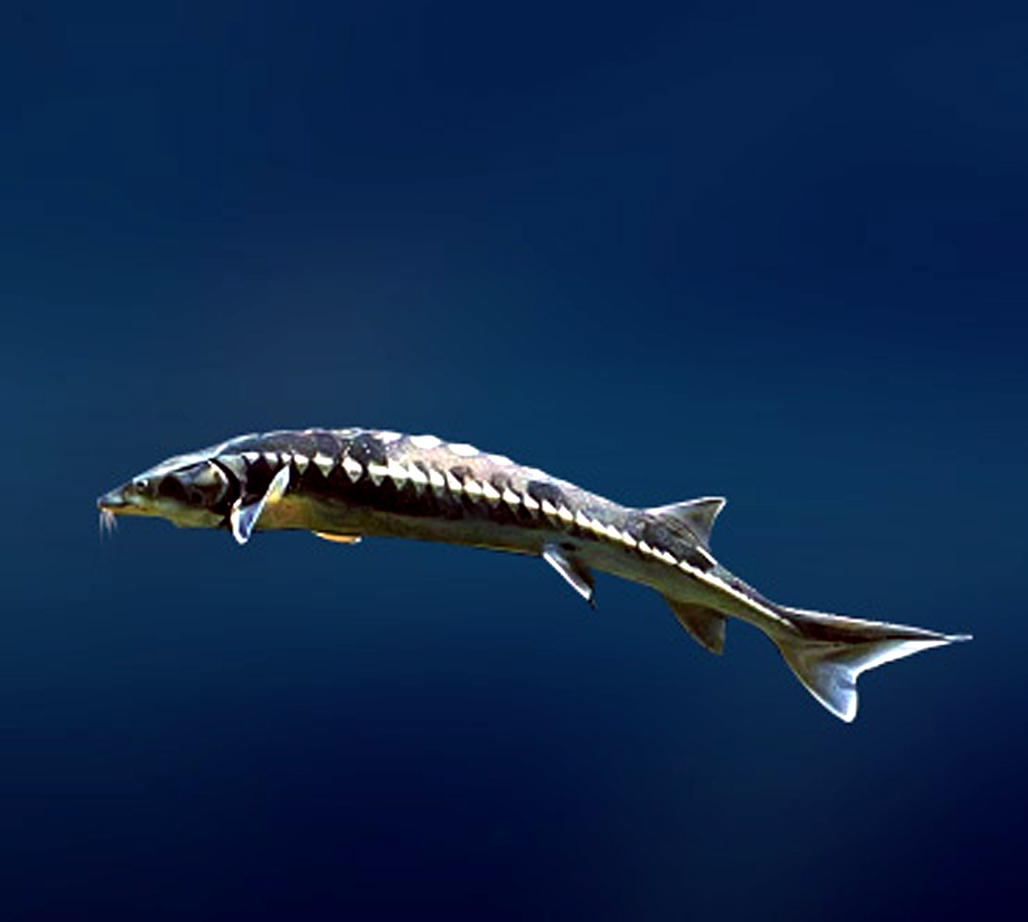
Esturió comú (Acipenser sturio)

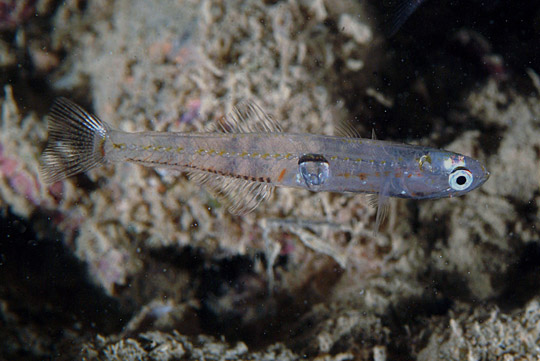
Xanguet (Aphia minuta)

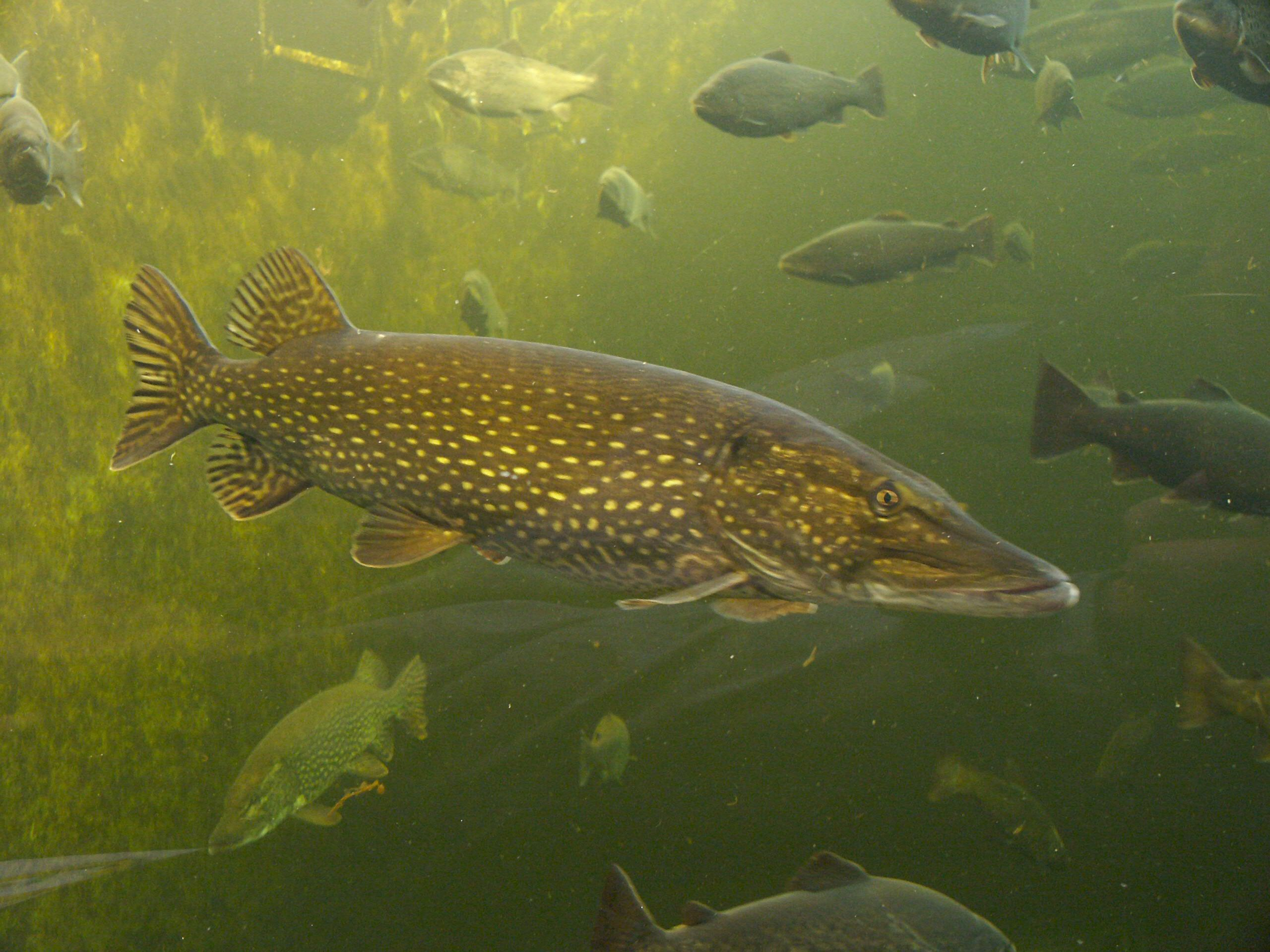
Lluç de riu (Esox lucius)

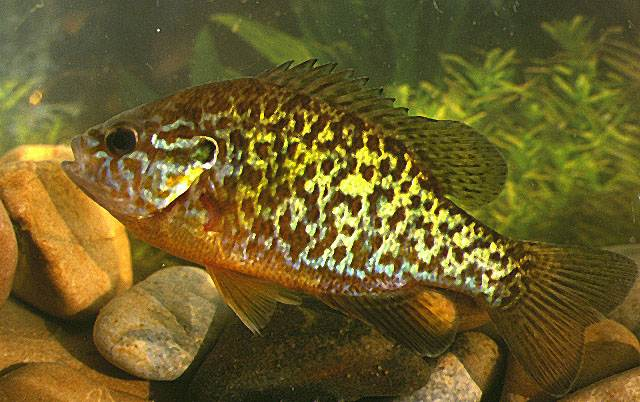
Peix sol (Lepomis gibbosus)

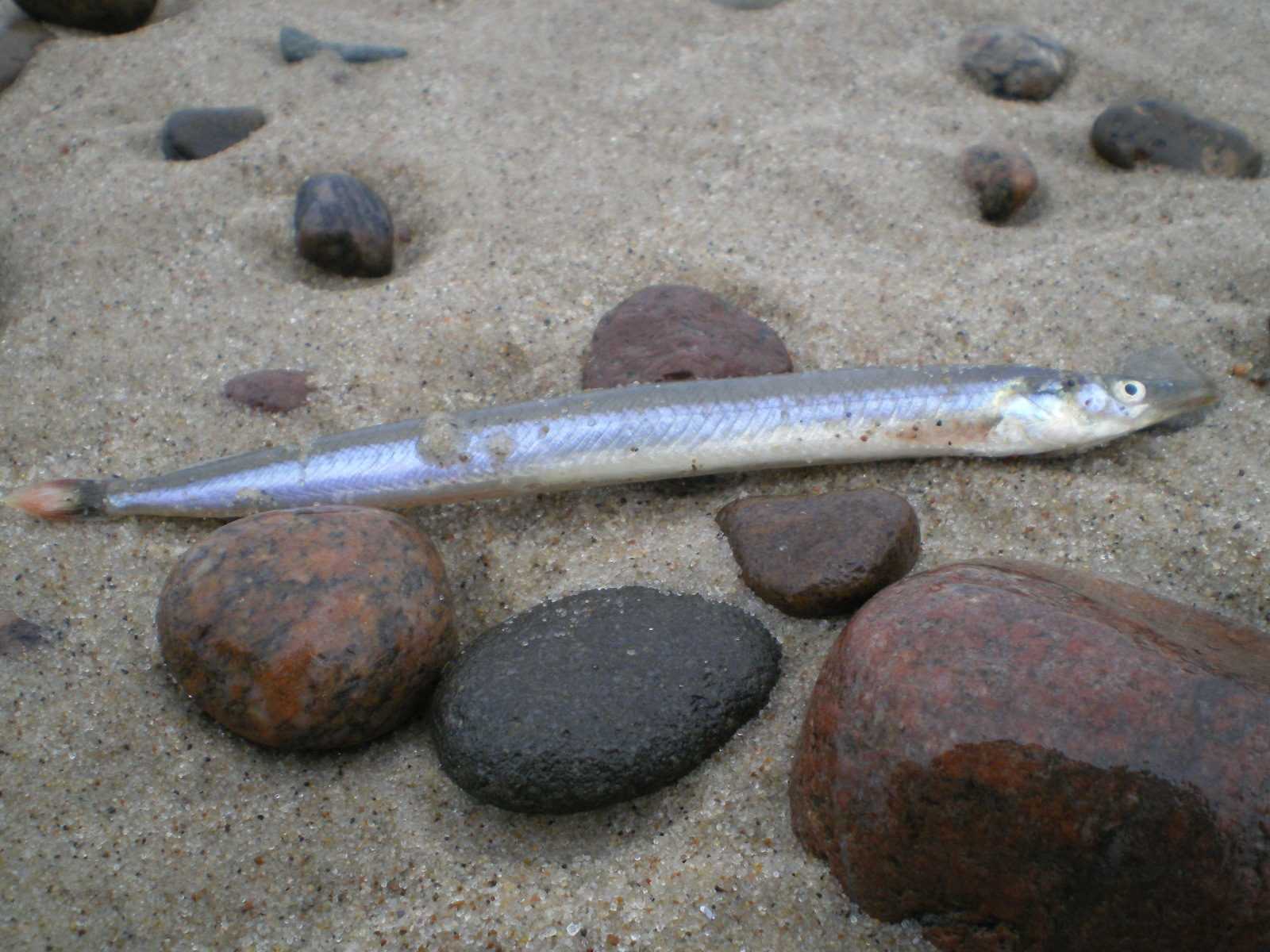
Trencavits (Ammodytes tobianus)

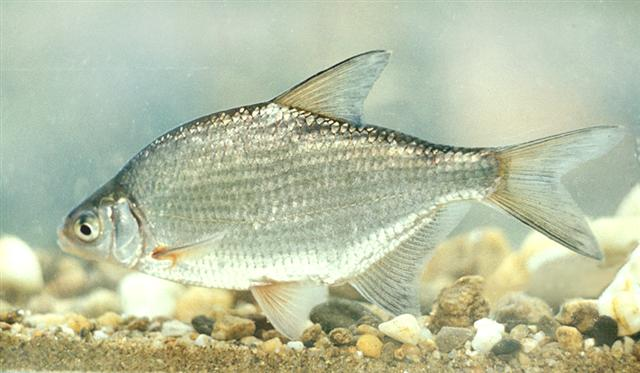
Blicca bjoerkna

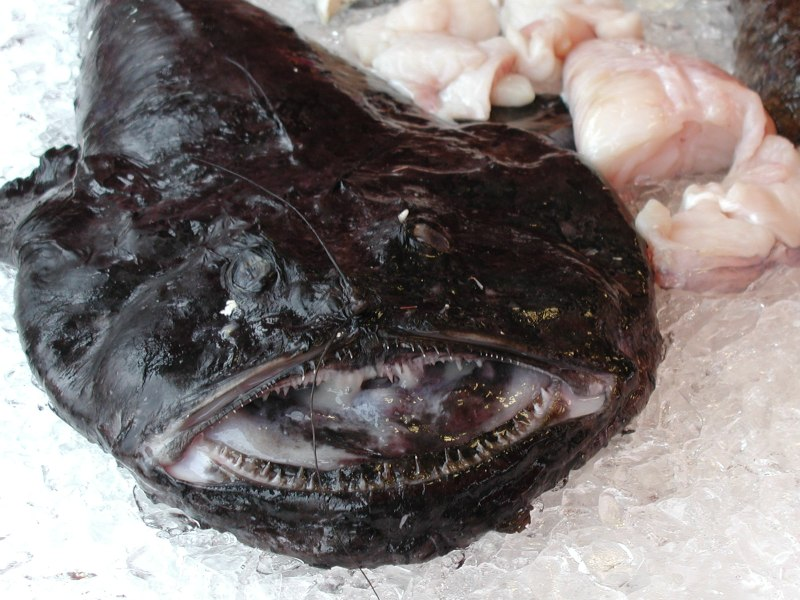
Rap (Lophius piscatorius)

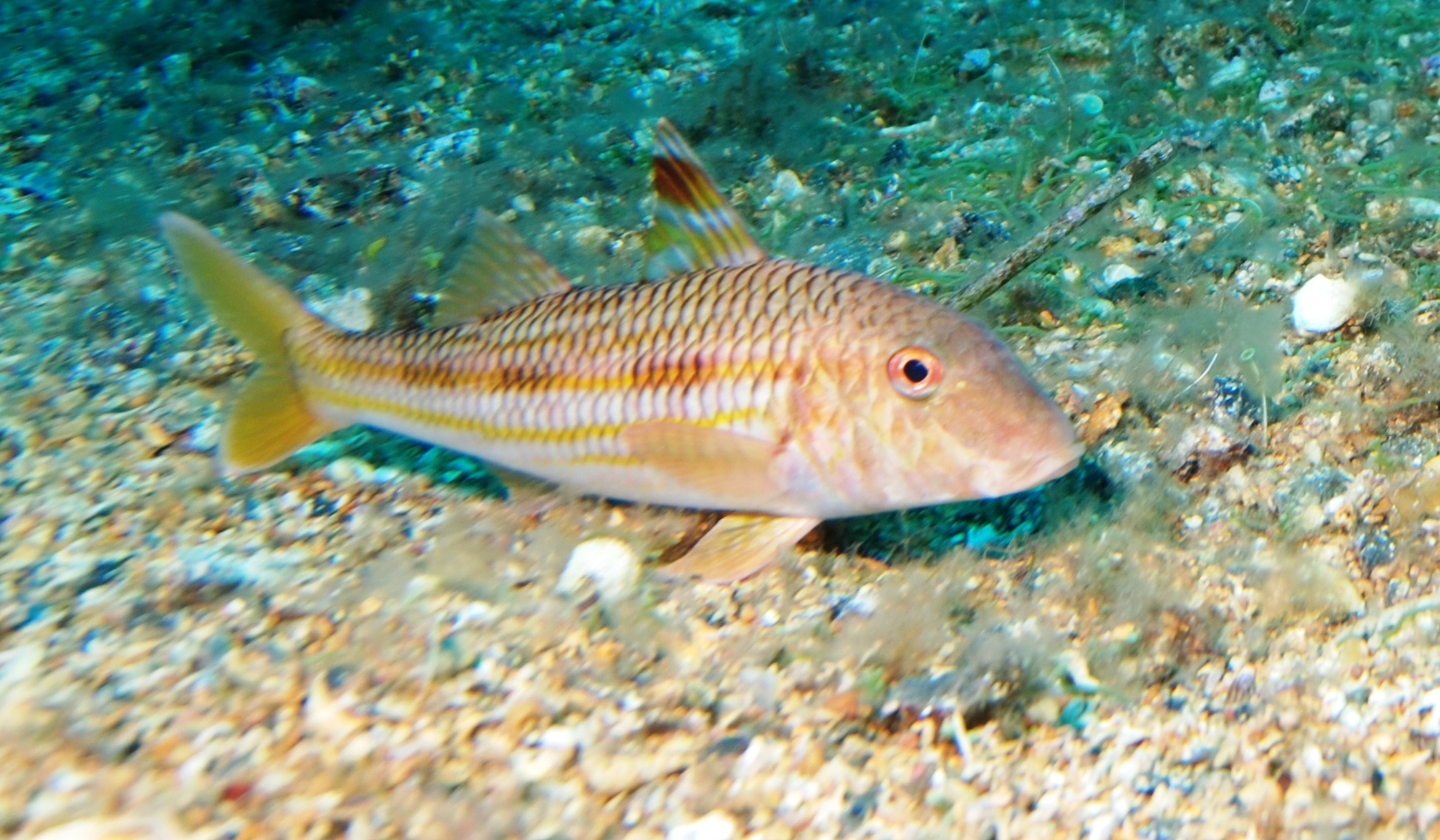
Moll de roca (Mullus surmuletus)

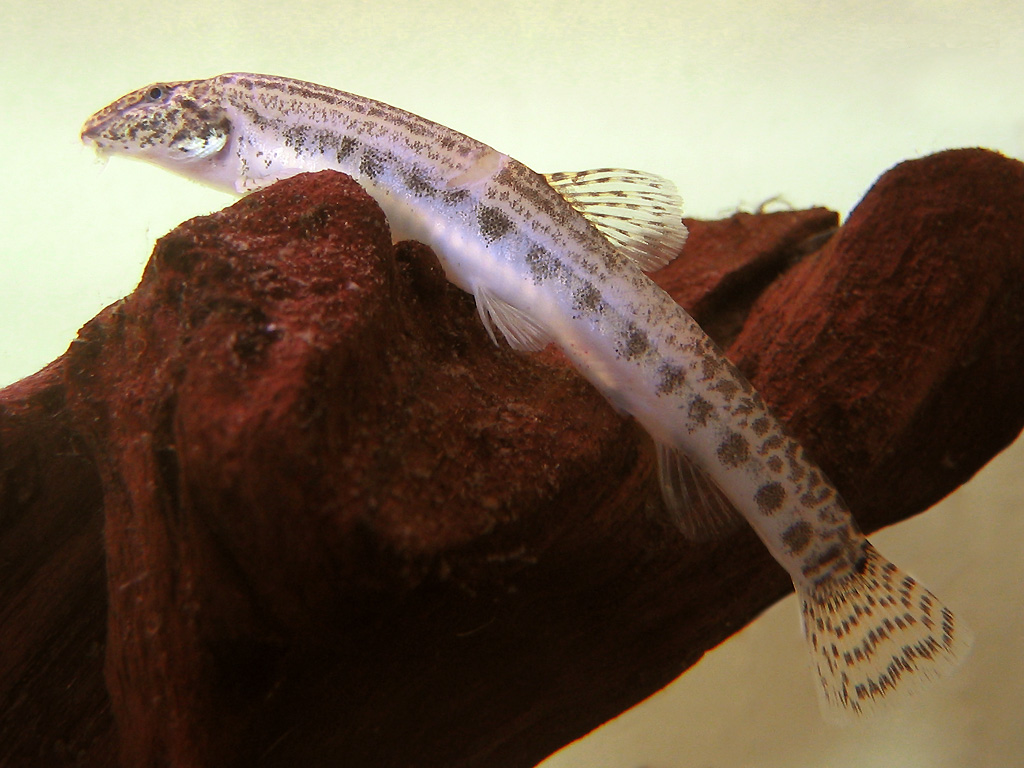
Gatet (Cobitis taenia)

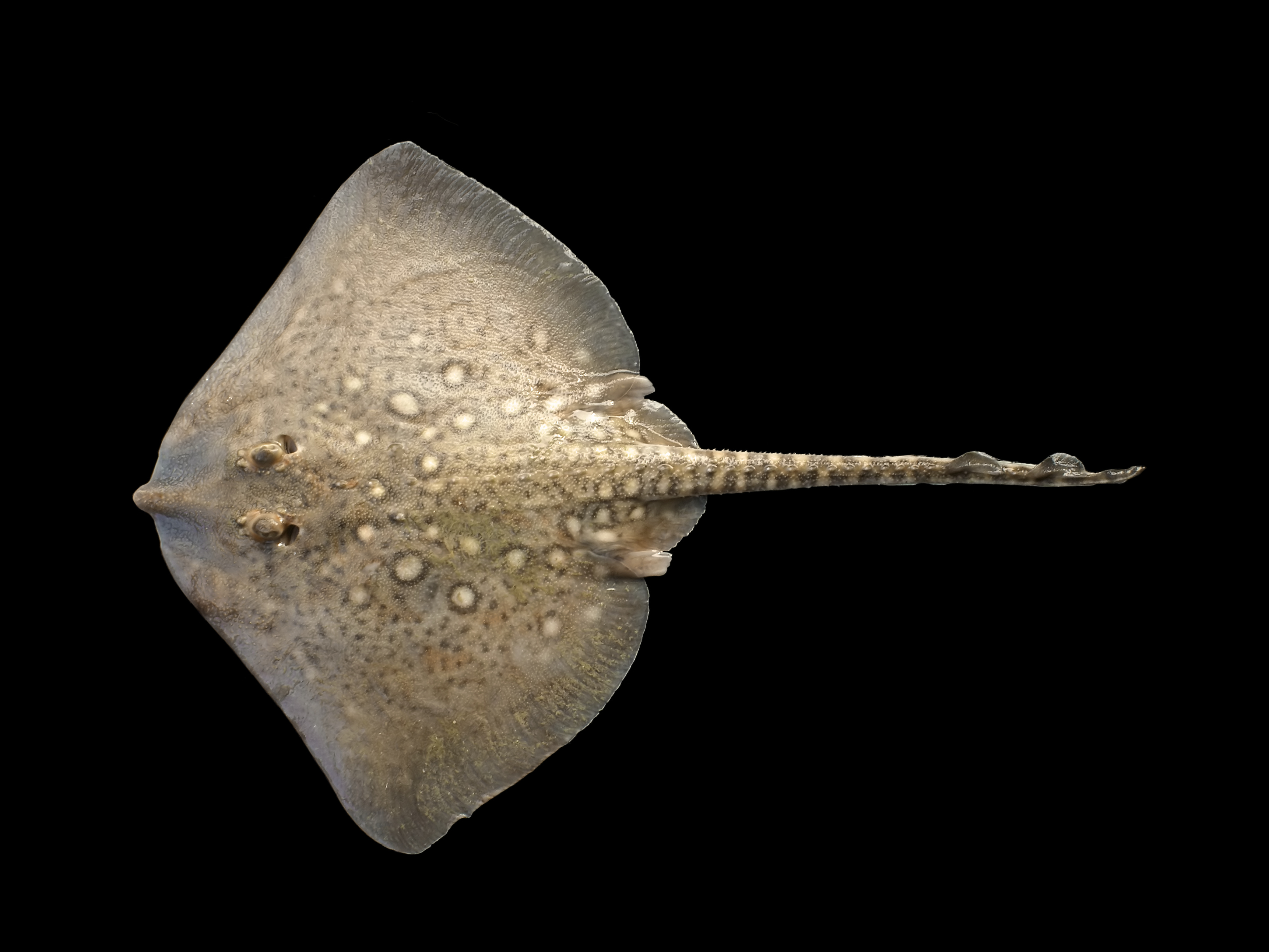
Clavellada (Raja clavata)

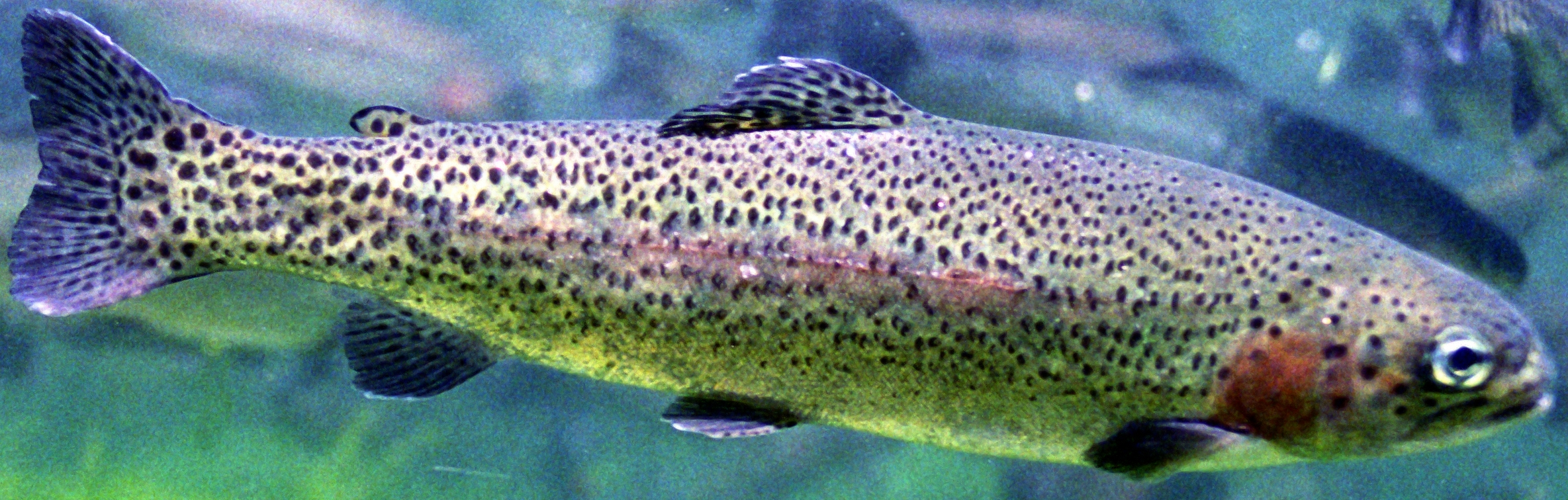
Truita arc de Sant Martí (Oncorhynchus mykiss)

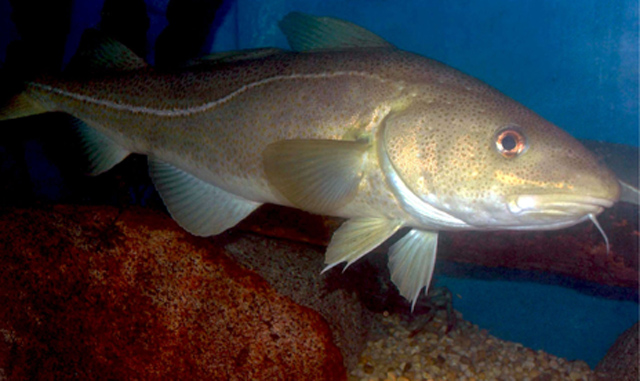
Bacallà de l'Atlàntic (Gadus morhua)

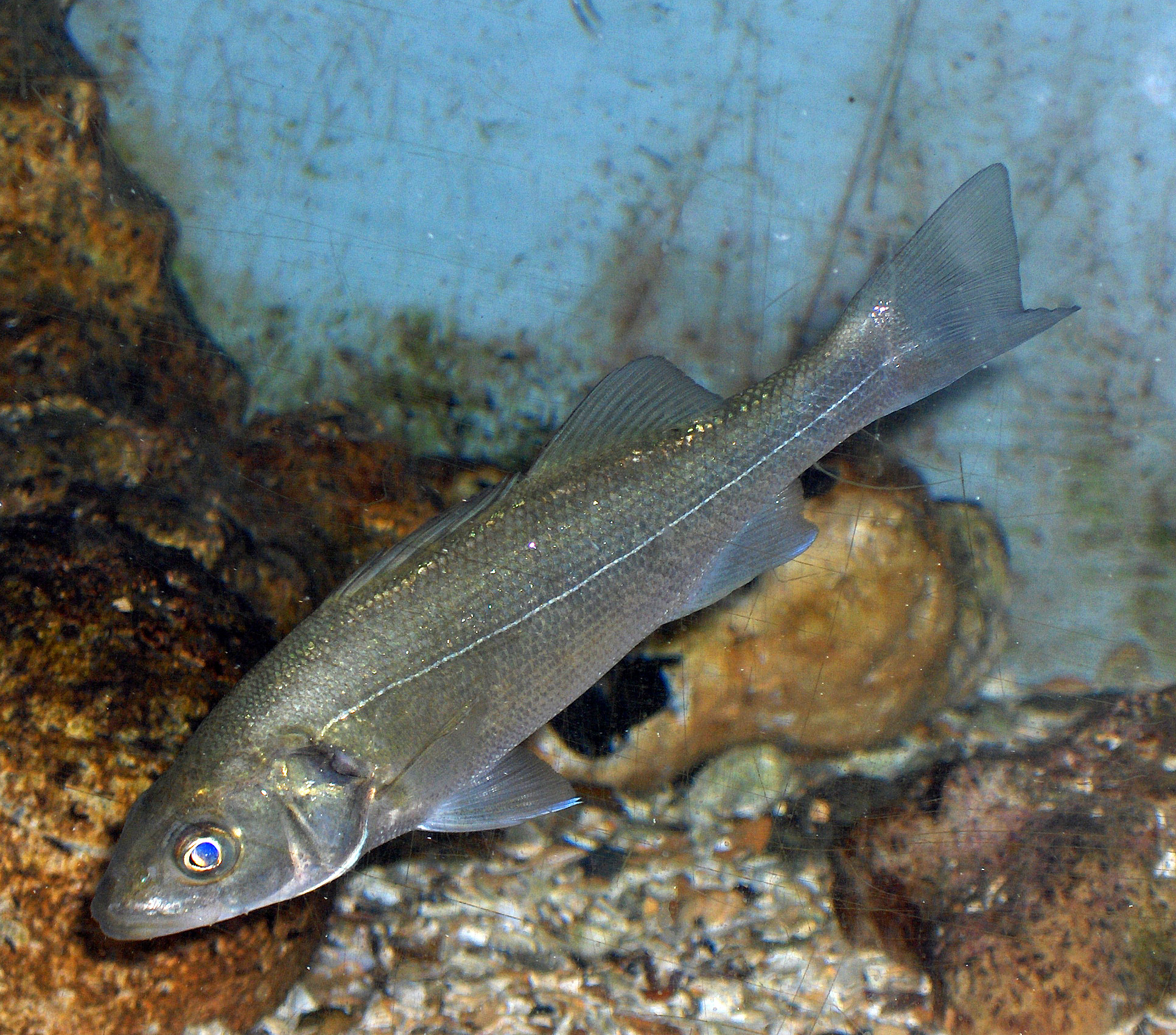
Llobarro (Dicentrarchus labrax)

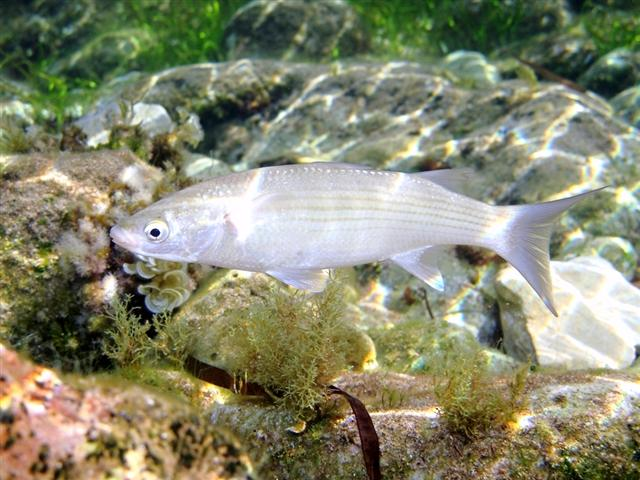
Llissa vera (Chelon labrosus)

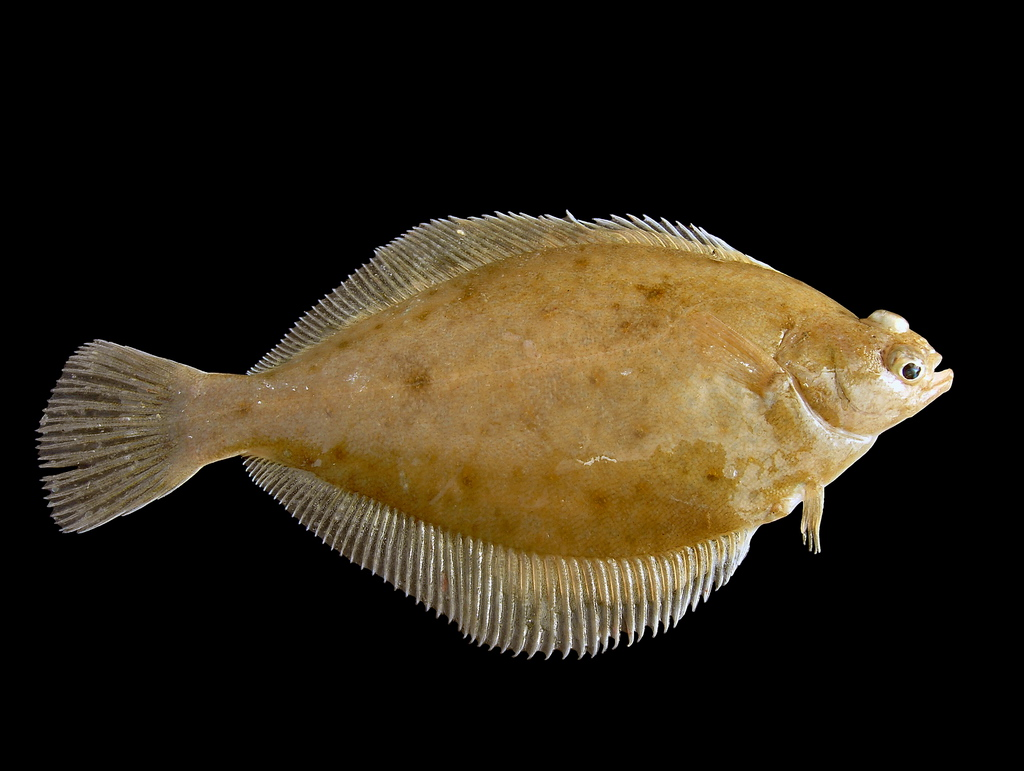
Limanda (Limanda limanda)

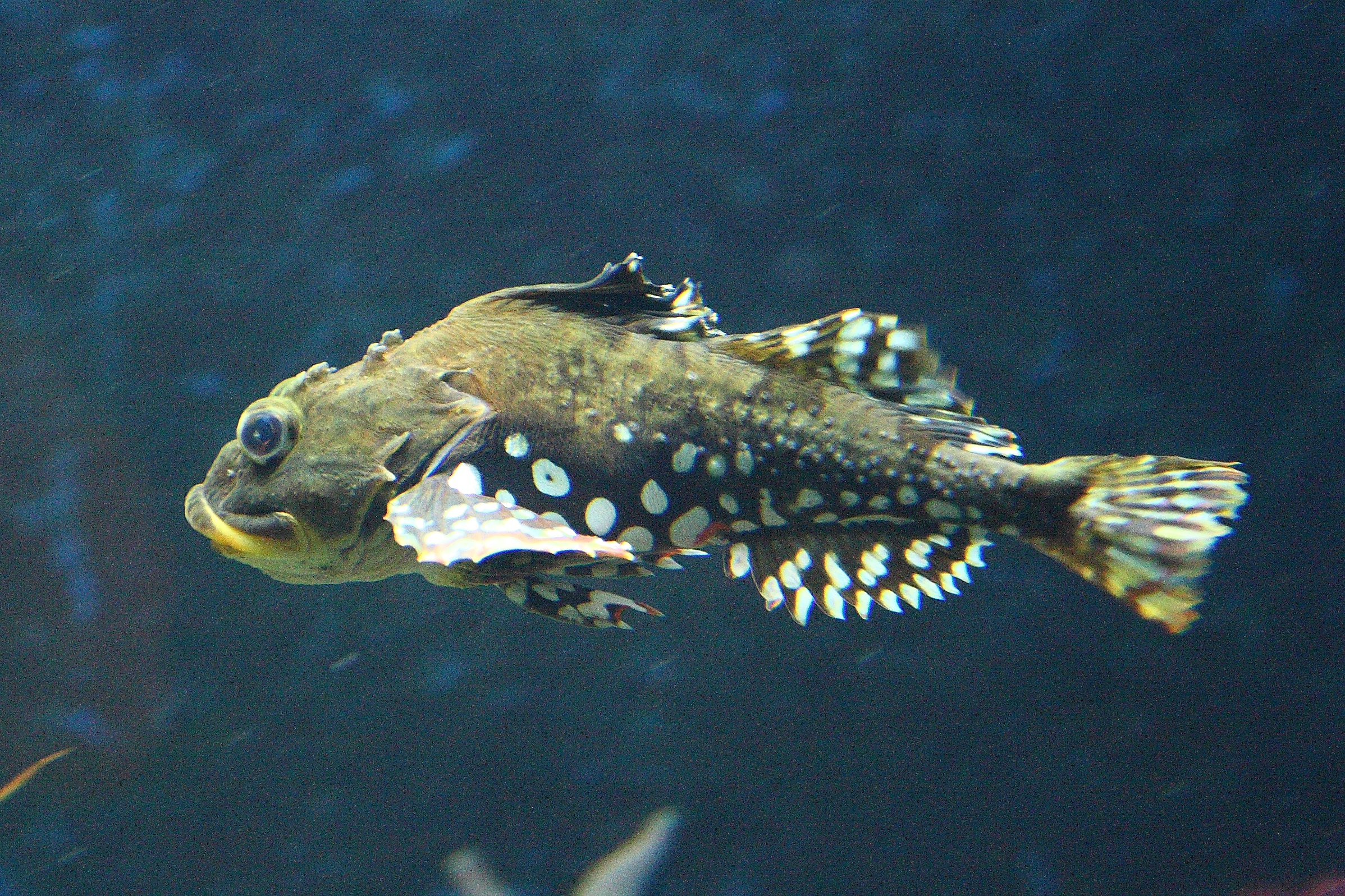
Escorpí de mar d'espines curtes (Myoxocephalus scorpius)

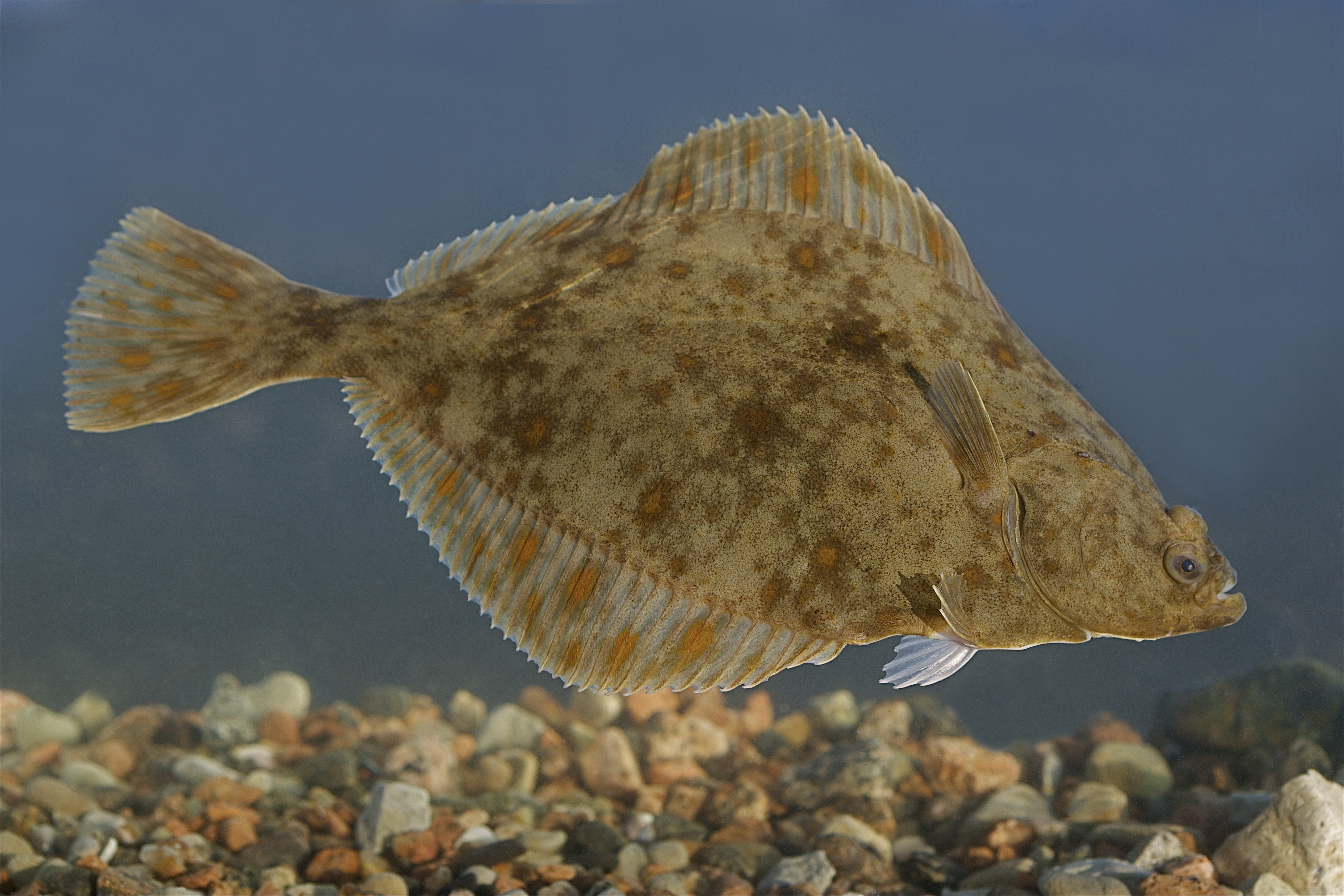
Rèmol de riu (Platichthys flesus)

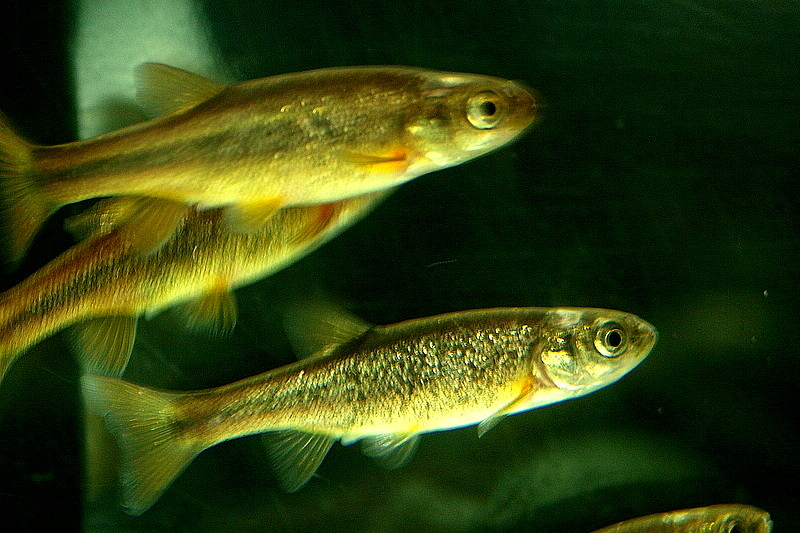
Rhynchocypris percnurus

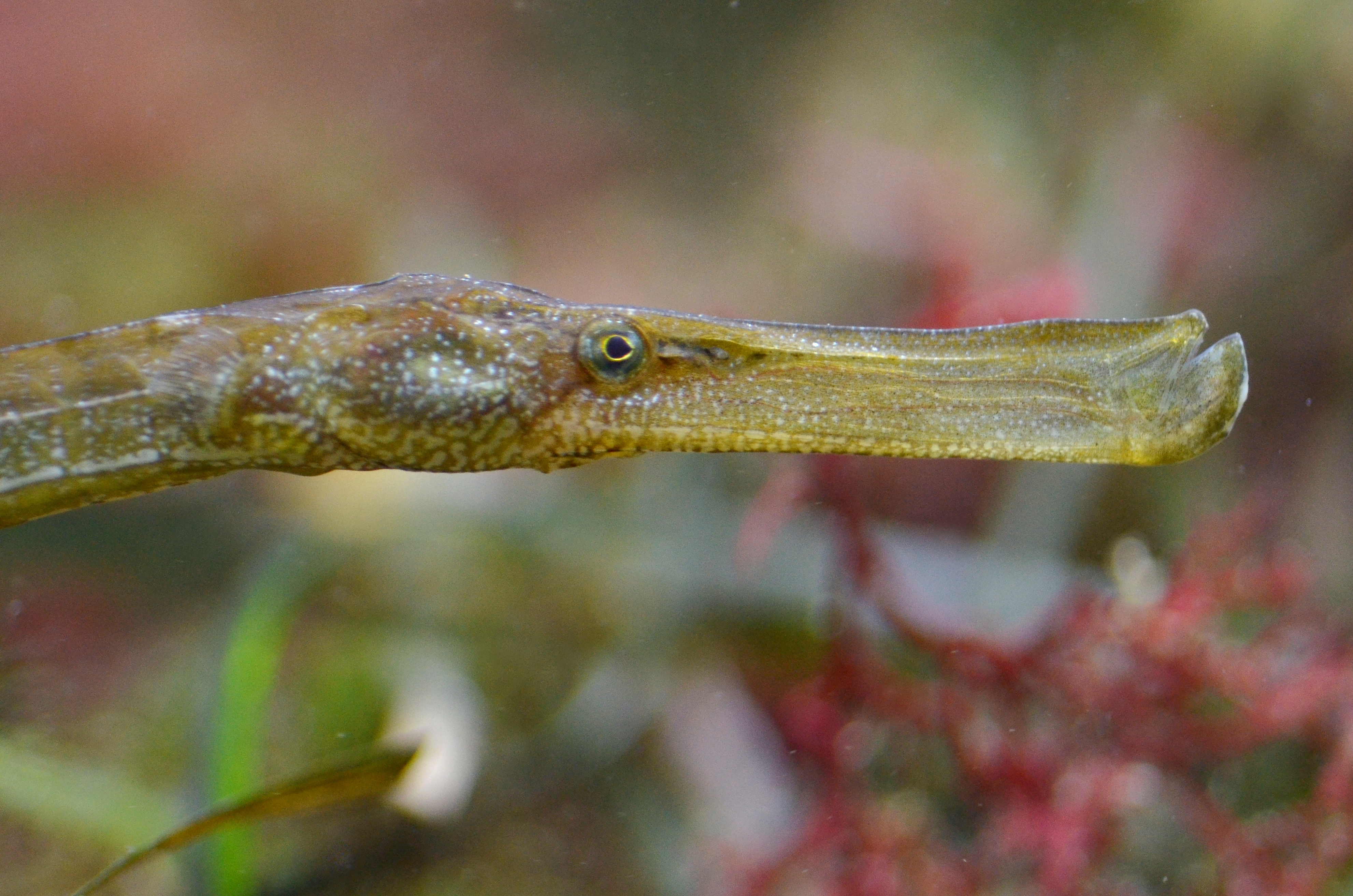
Serpentí (Syngnathus typhle)

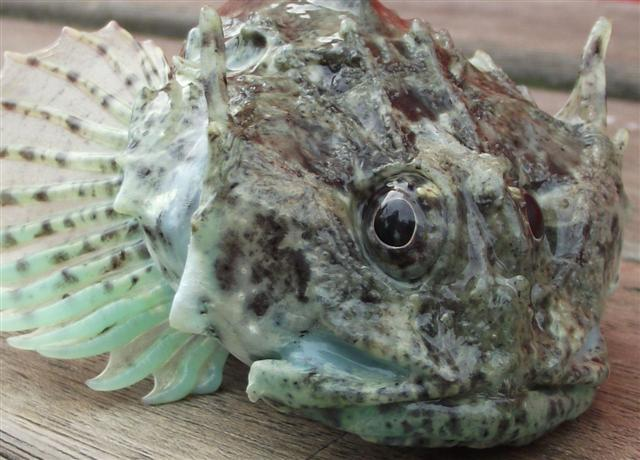
Escorpí de mar d'espines llargues (Taurulus bubalis)

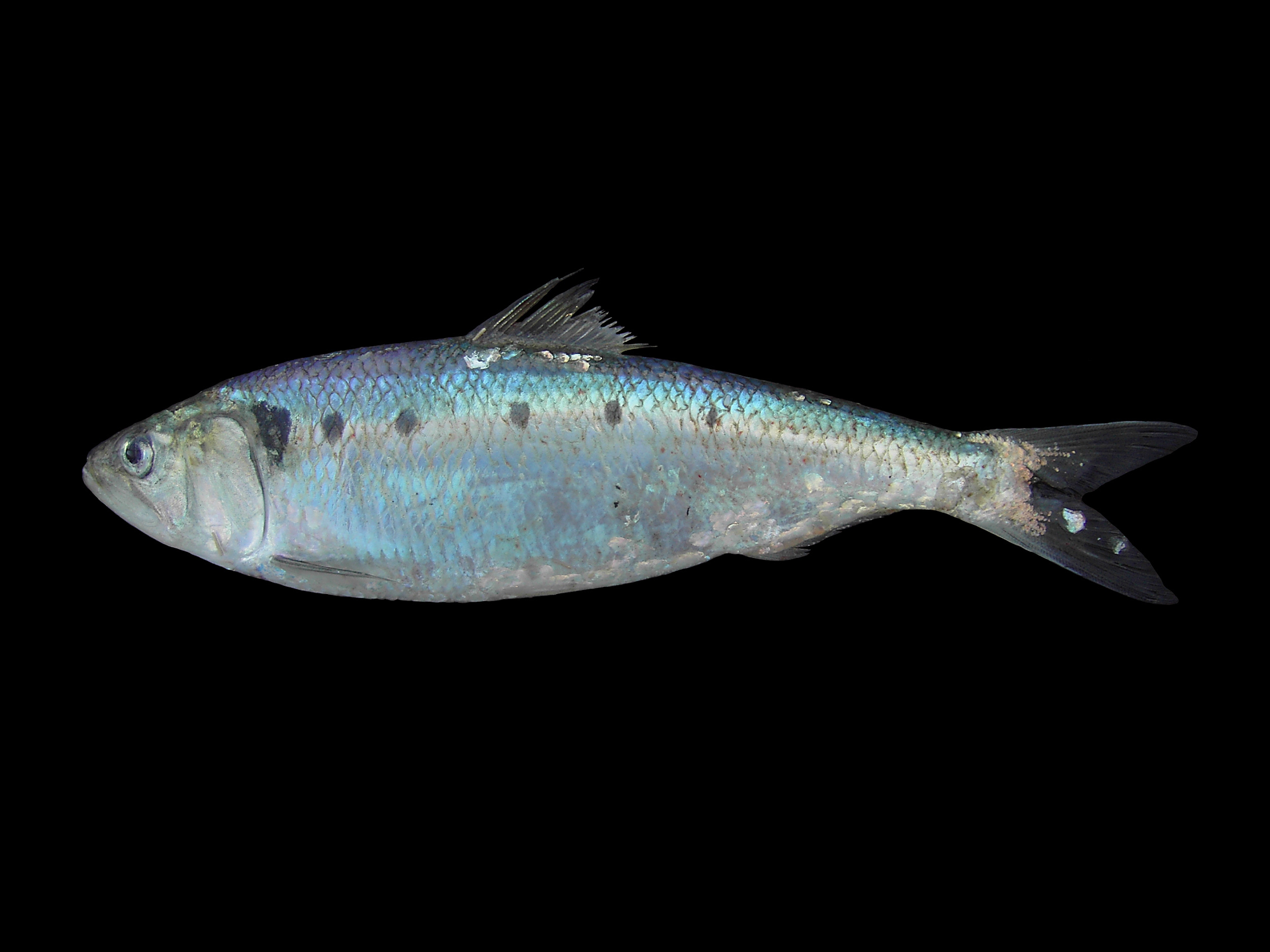
Alosa fallax

Aquesta llista de peixos de Polònia -incompleta- inclou 144 espècies de peixos que es poden trobar a Polònia ordenades per l'ordre alfabètic de llur nom científic.

## A
- Abramis brama
- Acipenser baerii
- Acipenser sturio
- Agonus cataphractus
- Alburnoides bipunctatus
- Alburnus alburnus
- Alosa alosa
- Alosa fallax
- Amblyraja radiata
- Ameiurus melas
- Ameiurus nebulosus
- Ammodytes marinus
- Ammodytes tobianus
- Anarhichas lupus
- Anguilla anguilla
- Aphia minuta

## B
- Babka gymnotrachelus
- Ballerus ballerus
- Barbatula barbatula
- Barbus barbus
- Barbus carpathicus
- Barbus waleckii
- Belone belone
- Blicca bjoerkna

## C
- Carassius auratus
- Carassius carassius
- Carassius gibelio[1]
- Chelidonichthys lucerna
- Chelon labrosus
- Chondrostoma nasus
- Clupea harengus
- Cobitis taenia
- Coregonus albula
- Coregonus maraena
- Coregonus maraenoides
- Coregonus nilssoni
- Coregonus oxyrinchus
- Coregonus peled[2]
- Coregonus pidschian
- Coregonus widegreni
- Cottus gobio
- Cottus microstomus
- Cottus poecilopus
- Ctenolabrus rupestris
- Ctenopharyngodon idella
- Cyclopterus lumpus
- Cyprinus carpio

## D
- Dicentrarchus labrax

## E
- Enchelyopus cimbrius
- Engraulis encrasicolus
- Entelurus aequoreus
- Esox lucius
- Eudontomyzon mariae
- Eudontomyzon vladykovi
- Eutrigla gurnardus

## G
- Gadus morhua
- Gasterosteus aculeatus
- Gobio gobio
- Gobius niger
- Gobiusculus flavescens
- Gymnammodytes semisquamatus
- Gymnocephalus cernua

## H
- Hippoglossoides platessoides
- Hyperoplus lanceolatus
- Hypophthalmichthys molitrix
- Hypophthalmichthys nobilis

## I
- Ictiobus niger

## L
- Labrus bergylta
- Lampetra fluviatilis
- Lampetra planeri
- Lepomis gibbosus
- Leucaspius delineatus
- Leuciscus aspius
- Leuciscus idus
- Leuciscus leuciscus
- Limanda limanda
- Liparis liparis
- Liza ramada
- Lophius piscatorius
- Lota lota
- Lumpenus lampretaeformis

## M
- Melanogrammus aeglefinus
- Merlangius merlangus
- Micropterus salmoides
- Microstomus kitt
- Misgurnus fossilis
- Molva molva
- Mullus surmuletus
- Myoxocephalus quadricornis
- Myoxocephalus scorpius

## N
- Neogobius fluviatilis
- Neogobius melanostomus[3][4]
- Nerophis ophidion

## O
- Oncorhynchus gorbuscha
- Oncorhynchus mykiss
- Osmerus eperlanus

## P
- Pelecus cultratus
- Perca fluviatilis
- Perccottus glenii[5][6][7][8]
- Petromyzon marinus
- Pholis gunnellus
- Phoxinus phoxinus
- Platichthys flesus
- Pleuronectes platessa
- Pollachius pollachius
- Polyodon spathula
- Pomatoschistus microps
- Pomatoschistus minutus
- Proterorhinus marmoratus[9]
- Pseudorasbora parva[10]
- Pungitius pungitius

## R
- Raja clavata
- Rhodeus amarus
- Rhynchocypris percnurus[11]
- Romanogobio belingi
- Romanogobio kesslerii
- Rutilus rutilus

## S
- Sabanejewia balcanica
- Sabanejewia baltica
- Salmo salar
- Salmo trutta
- Salvelinus fontinalis[12]
- Sander lucioperca
- Scardinius erythrophthalmus
- Scomber scombrus
- Scophthalmus maximus
- Scophthalmus rhombus
- Silurus glanis
- Solea solea
- Spinachia spinachia
- Sprattus sprattus
- Squalius cephalus
- Squalus acanthias
- Symphodus melops
- Syngnathus typhle

## T
- Taurulus bubalis
- Thunnus thynnus
- Thymallus thymallus
- Tinca tinca
- Trachurus trachurus

## U
- Umbra krameri
- Umbra pygmaea[13]

## V
- Vimba vimba

## Z
- Zoarces viviparus[14]